# Логовинская волость

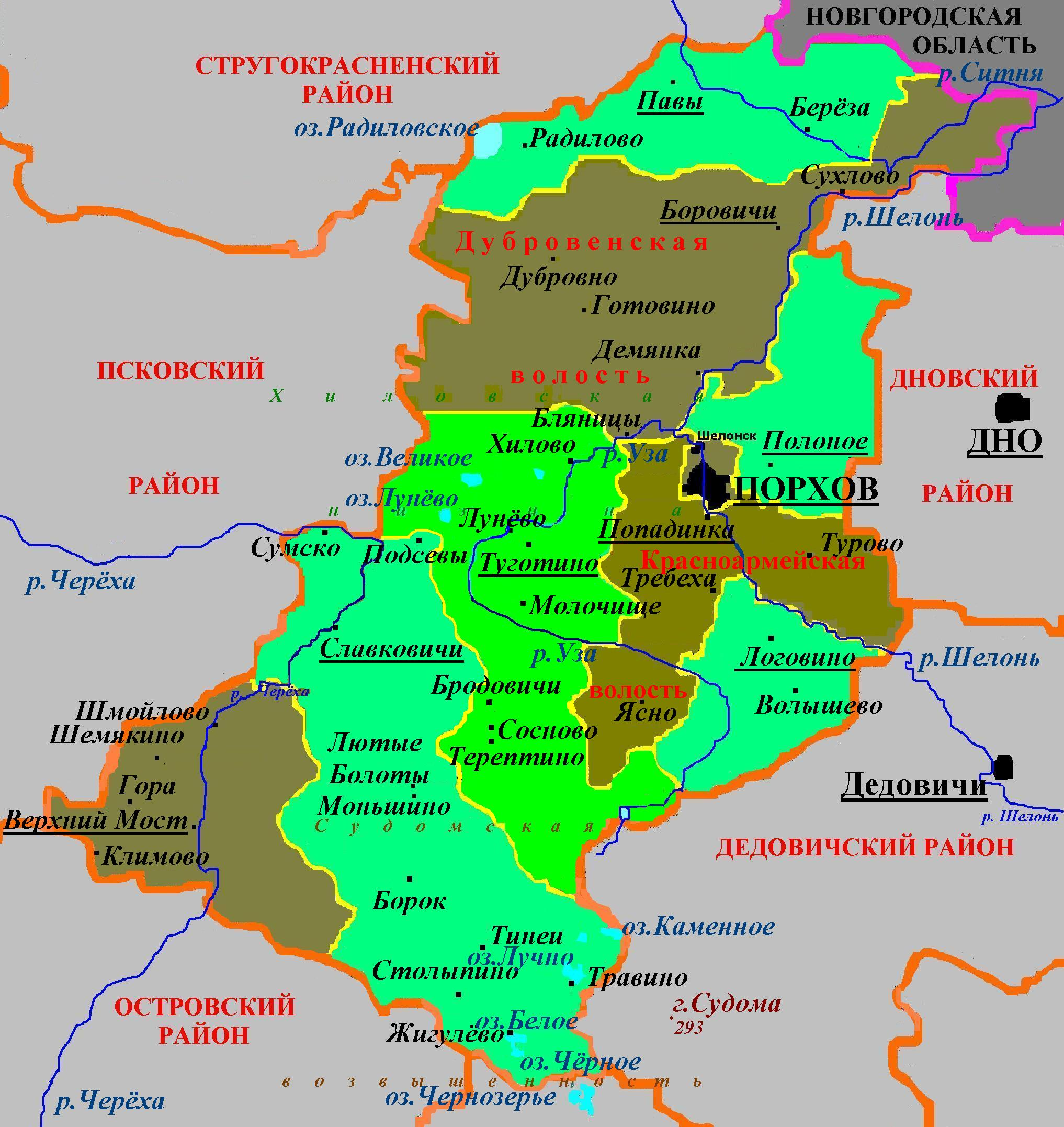
Административное деление Порховского района в 2010—2015

Логовинская волость — упразднённые административно-территориальная единица 3-го уровня и муниципальное образование со статусом сельского поселения в Порховском районе Псковской области России.
Административный центр — деревня Логовино.

## География
Территория волости граничила на севере и западе с Красноармейской волостью, на юго-западе — с Туготинской волостью Порховского района, на востоке — с Дедовичским районом Псковской области.

## Население
| 2002 | 2010  | 2012  | 2013 | 2014 | 2015 |
| ---- | ----- | ----- | ---- | ---- | ---- |
| 1515 | ↘1048 | ↘1003 | ↘959 | ↗960 | ↘940 |

## Населённые пункты
В состав Дубровенской волости входили 42 населённых пункта (деревни): Аленино-Захонье, Александрово, Большая Яровня, Буриско, Великуши, Волышево, Великое Село, Вельяк, Горная Яровня, Гузилово, Гучено, Горомулино, Дорогини, Заполье, Зеленково, Захарево, Исаково, Качалово-Каменка, Красная Горка, Логовино, Лутково, Лисье, Малая Яровня, Максаков Бор, Мехи, Могилево, Новая Каменка, Олтухово, Патокино, Пугано, Пруссы, Пальцево, Плотишно, Раково, Сопша, Свиная Горка, Струково, Тишенка, Уза, Черноречье, Чернея, Щенец.

## История
Территория этой ныне бывшей волости в 1927 году вошла в Порховский район в виде ряда сельсоветов.
Указом Президиума Верховного Совета РСФСР от 16 июня 1954 года Волышевский сельсовет был включён в Логовинский сельсовет.
Постановлением Псковского областного Собрания депутатов от 26 января 1995 года все сельсоветы в Псковской области были переименованы в волости, в том числе Логовинский сельсовет был превращён в Логовинскую волость.
Законом Псковской области от 28 февраля 2005 года было также создано муниципальное образование Логовинская волость со статусом сельского поселения с 1 января 2006 года в составе муниципального образования Порховский район со статусом муниципального района.
Закон Псковской области от 30 марта 2015 года Логовинская волость была упразднена и вместе с Красноармейской волостью в апреле 2015 года включена в Полонскую волость.